# Lebedodes bassa
Lebedodes bassa is een vlinder uit de familie van de Metarbelidae. De wetenschappelijke naam van de soort is voor het eerst gepubliceerd in 1908 door George Thomas Bethune-Baker.
Deze soort komt voor in Togo en Nigeria.